# 歴史地理学会
歴史地理学会（れきしちりがっかい、英語: The Association of Historical Geographers in Japan）は、⁬日本の地理学関係の主要学会の1つである。機関誌は「歴史地理学」。

## 略歴
1958年4月29日に、歴史地理学会の前身団体である日本歴史地理学研究会が設立された。当時、日本国外の歴史地理学の理論を多読し歴史学と歴史地理学の相違点を提示できる人が集合し協力していく流れがあったこと、既存の日本の地理学系学会では、歴史地理学の研究成果を公開し評価される場として適切とはいえなかった状況を打開することが、日本歴史地理学研究会の設立の背景となった。
1966年からは歴史地理学会の名称となった。名称を研究会ではなく学会に変更する旨の要望があったことから名称変更された。既存組織の日本歴史地理学会と同名になる問題を回避するために、「日本」を冠さず「歴史地理学会」の名称となった。

## 刊行物
刊行物として、「歴史地理学」と「歴史地理学紀要」が挙げられる。

### 歴史地理学
歴史地理学会の機関誌である。設立当初は「会員通信」、1974年5月（第74号）からは「歴史地理学会会報」という名称であった。「会員通信」は大会予告などのニュースレターの側面の強い内容であったが、「歴史地理学会会報」になってからは掲載論文数が増加していった。1980年6月（第109号）から「歴史地理学」に改称され、1991年度から学会唯一の定期刊行物となっている。

### 歴史地理学紀要
1959年から1990年までに刊行された論文集である。それぞれの年で予め指定されたテーマに関する論文が掲載されている。